# 코트니 손스미스
코트니 손스미스(Courtney Thorne-Smith, 1967년 11월 8일 ~ )는 미국의 배우이다.

## 출연 작품

### 영화
- Welcome to 18 (1986)
- 루카스 (1986)
- 추수감사절의 약속 (1986, The Thanksgiving Promise)
- 썸머 스쿨 (1987, Summer School)
- 기숙사 대소동 2 (1987, Revenge of the Nerds II: Nerds in Paradise)
- 청춘 보고서 (1990, Side Out)
- 살인 기지 (1994, Breach of Conduct)
- 귀를 기울이면 (2006) - 영어 더빙
- 여대생 클럽 (2009, Sorority Wars)

### 텔레비전
- L.A. 로 (1990)
- 멜로즈 플레이스 (1992-97)
- 이야기 도시 (1997)
- 앨리의 사랑 만들기 (1997-2002)
- 어코딩 투 짐 (2001-09)
- 두 남자와 1/2 (2010-15)
- 프레시 오프 더 보트 (2016-17)
- 맘 (2020)